# St. Katharina (Wallersberg)

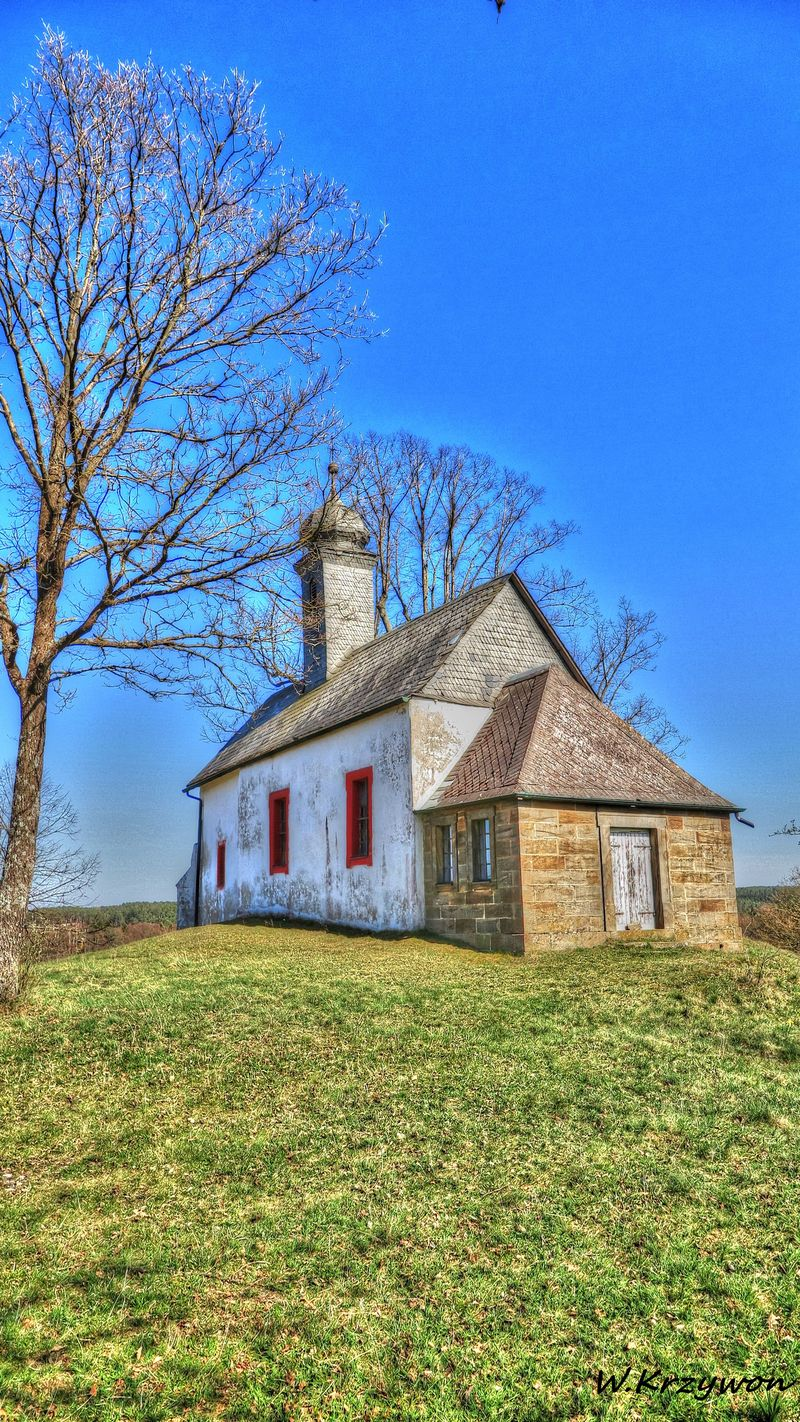
Kapelle St. Katharina Wallersberg

Die Katharinenkapelle in Wallersberg ist eine katholische Kapelle, die bis zur Reformation Ziel vieler Wallfahrten war. Ihr heutiges Aussehen erhielt sie um 1700. Das kleine rechteckige Langhaus mit eingezogenem, gerade geschlossenem, quadratischem Chor stammt aus dem 14. Jahrhundert. Die Kapelle verfügt über einen Dachreiter und ist üppig ausgestattet. Sie steht in der Mitte eines lockeren Lindenkreises.
Der Grund für das Aufsuchen der Kapelle bei Wallfahrten war eine Heilquelle, die unter ihr in früheren Jahrhunderten entsprungen sein soll. Über das Versiegen der Quelle ranken sich mehrere Sagen und Erzählungen. In einer soll ein schwedischer Soldat im Dreißigjährigen Krieg die Quelle mit Quecksilber verunreinigt haben. In einer anderen wird erzählt, der Grund sei eine noch nicht ausgesegnete Wöchnerin gewesen, die dort Wasser geschöpft hatte. Eine dritte Sage berichtet, die Heilige Katharina habe der Quelle die Heilkraft entzogen, bzw. sie versiegen lassen, da die Wallersberger das Wasser gegen Geld verkauft hätten. In Demut sollen sie daraufhin an dieser Stelle die Kapelle errichtet haben.